# Agnieszka Budzińska-Bennett
Agnieszka Budzińska-Bennett (ur. 25 kwietnia 1973 w Szczecinie) – polska śpiewaczka, pianistka i muzykolog. Założycielka międzynarodowego zespołu Peregrina wykonującego muzykę średniowiecza.

## Wykształcenie
W 1992 roku ukończyła szczecińskie Państwowe Liceum Muzyczne(dyplom z fortepianu). Absolwentka muzykologii na Uniwersytecie im. Adama Mickiewicza w Poznaniu (1999). W roku 2010 uzyskała stopień doktora nauk humanistycznych.
W 1994 i 1996 roku uczestniczyła w wokalnych warsztatach mistrzowskich, prowadzonych przez m.in. Evelyn Tubb i Emmę Kirkby w ramach Dartington International Summer School. W latach 1996–1997 uczyła się śpiewu u Ansy Boothroyd w Londynie.
W latach 1997–2001 studiowała na Wydziale Średniowiecza i Renesansu Schola Cantorum Basiliensis w Szwajcarii w klasie śpiewu Richarda Levitta, Dominique Vellarda i Evelyn Tubb. Na tej uczelni uczyła się gry na harfie średniowiecznej u Heidrun Rosenzweig. Uczestniczyła w kursach muzyki średniowiecznej u Barbary Thornton i Benjamina Bagby'ego (Sequentia) w Kolonii (w 1996 i 1997 r.). W latach 2001–2006 studiowała śpiew u Stefana Haselhoffa w Bazylei.
W 2010 roku ukończyła z wyróżnieniem studia mistrzowskie w zakresie zespołów wokalnych pod kierunkiem Anthony'ego Rooleya i Evelyn Tubb w Schola Cantorum Basiliensis.
W latach 2001–2004 studiowała muzykologię oraz skandynawistykę, pracowała jako asystentka w Archiwum Mikrofilmów w Instytucie Muzykologii na Uniwersytecie w Bazylei, należąc do kadry badawczej uczelni współpracowała m.in. z Wulfem Arltem.

## Działalność artystyczna w zakresie muzyki dawnej
Współpracuje z orkiestrami zespołami muzyki dawnej jako: śpiewaczka, harfistka, muzykolog i dyrygent: m.in.: Perlaro Dragma, Ferrara Ensemble, La Cetra, Accademia dell’Arcadia, Chór Polskiego Radia, Capella Cracoviensis, Flores Rosarum. Artystka wykonuje repertuar średniowieczny oraz muzykę XVII-XVIII wieku. Występuje na festiwalach muzyki dawnej w całej Europie, Azji oraz USA.
Wraz z zespołem Perlaro w 2007 roku odbyła tournée po Chinach.
Nagrywa regularnie dla wytwórni Raumklang, Glossa, Ramée, Divox, Tacet, L’Empreinte Digitale, Pan Classics (nagrała dotychczas 18 albumów). Współpracuje ze stacjami radiowymi i telewizyjnymi: m.in. WDR, ZDF, Bayerischer Rundfunk, DRS2 (obecnie SRF2), BBC3, PR Dwójka, TVP Kultura, Prime Chinese TV.

## Działalność wokalna i operowa
Debiut operowy odbył się w Operze Bazylejskiej w roku 2003 (Amor / Valetto w Koronacji Poppei Claudio Monteverdiego w reżyserii Nigela Lowery’ego) z orkiestrą barokową La Cetra pod dyrekcją Konrada Junghänela.
Wokalistka wykonuje muzykę współczesną, w tym utwory Hugh Collinsa Rice'a, wzięła udział w prapremierze opery Mord in St. Johann Andreasa Pflügera (Bazylea, 2009).
Występowała na festiwalach muzyki dawnej, m.in.: Kromer Festiwal w Bieczu (2015, 2016), Festiwal Muzyki Polskiej w Krakowie (2015), Muzyka w Starym Krakowie (2014), Fide et amore w Żorach (2016, 2013), Festiwal Muzyki Jednogłosowej w Płocku, Festiwal Pieśń Naszych Korzeni w Jarosławiu, festiwal Muzyka w raju w Paradyżu (2005 i 2010), Festiwal Barokowych Smyczków i Strun w Poznaniu (2008, gdzie wystąpiła m.in. z solowymi recitalami lamentów średniowiecznych oraz w programie z dawną muzyką islandzką), Festiwal Goldbergowski w Gdańsku (2010), Mazovia Goes Baroque w Warszawie (2010), Starosądecki Festiwal Muzyki Dawnej (2010), Benedyktyńskie Lato Muzyczne w Tyńcu (2011).

### Wybrane nagrania
- Jan Sebastian Bach, Missa Brevis A Major, BWV 234, Missa Brevis G Minor, BWV 235; Claves 2009
- Egidio Romulado Duni, Les Deux Chasseurs et La Laitiére, Stowarzyszenie Miłośników Kultury i Sztuki, Poznań 2010
- Felix Mendelssohn, 6 Sonates pour Orgue, op. 65, 6 Lieder sacrés; Sonare Resonare 2010
- Sotto l'imperio del possente prince. Hommage music of the 14th and early 15th century, Panclassics 2010
- Benedykt Cichoszewski, Kantata o św. Michale Archaniele, Motetto de Beata Maria Virgine, Vesperes de Beata Maria Virgine, Stowarzyszenie Miłośników Kultury i Sztuki Poznań 2005
- Kingdom of Heaven. Music by Heinrich Laufenberg (c.1390-1460 and his contemporaries,Rameé 2014

## Działalność pedagogiczna i badawcza
W latach 2002–2003 wykładała muzykę liturgiczną XII wieku w Schola Cantorum Basiliensis.
W latach 2011–2013 należała do kadry badawczej (projekt The Reconstruction of Performing Conventions in Aquitanian Repertories of the 11th-13th Centuries, finansowany przez Schweizer Nationalfonds we współpracy z Uniwersytetem w Würzburgu).
Wygłosiła wykłady gościnne i prowadziła kursy mistrzowskie muzyki średniowiecznej, m.in. na Uniwersytecie im Adama Mickiewicza, University of Madison (Wisconsin, USA), w Handschriftenzentrum Biblioteki Uniwersyteckiej w Lipsku, w Burg Fürsteneck (Niemcy), na Uniwersytecie w Tartu (Estonia) oraz Hochschule für Musik und Theater w Lipsku.
W latach 2013–2015 wykładała chorał gregoriański i historię muzyki w Musikhochschule Trossingen w Niemczech.
W latach 2016–2017 prowadziła zajęcia z historii muzyki średniowiecznej w Schola Cantorum Basiliensis.

## Publikacja naukowe, publicystyka
Autorka książki Subtilitas w motecie ars antiqua. Tekst – kontekst – intertekst wydanej w Poznaniu przez PTPN (2012).
Autorka artykułów o muzyce dawnej (publikacje UAM oraz UJ).

## Zespół wokalnyPeregrina
W 1997 roku w Bazylei założyła międzynarodowy zespół wokalny Peregrina, specjalizujący się w wykonywaniu muzyki średniowiecznej.

## Nagrody, odznaczenia i wyróżnienia
Odznaczenia
- Srebrna Odznaka Honorowa Województwa Małopolskiego – Krzyż Małopolski (2019)[11]
- Odznaka honorowa „Zasłużony dla Kultury Polskiej” (2019)[12]

Nominacje
- Dwukrotna nominacja do Paszportów "Polityki" (2011[13], 2012[14])
- Laureatka International Classical Music Award 2019[15]
- Trzykrotnie nominowana do International Classical Music Awards (2019 - wygrana, 2020[16], 2021)